# 밀로스섬
밀로스섬(Milos, 그리스어: Μήλος, 고대 그리스어로는 멜로스)는 그리스의 섬이다. 에게해에 펼쳐진 키클라데스 제도의 가장 서쪽에 자리잡고 있다. 1820년, 이 섬의 한 농민이 밀로의 비너스(루브르 박물관 소장)를 발견한 것으로 유명하다.
화산섬 다운 특이한 지형을 갖고 있으며 사파이어 빛 바다와 침식된 해안 바위가 즐비한 해안, 바다를 통해서만 입장할 수 있는 해안 동굴, 백사장이 아름답다고 평가 받고 있다.

## 역사
밀로스 섬은 키클라데스 제도의 섬 중에서 사람이 정착한 첫번째 섬이다. 섬의 북동쪽 지역에서 발굴된 신석기 시대 유물들이 이를 보여준다. 밀로스 섬은 미노아스 문명과 결합해 키클라데스 제도의 문화적 중심지가 되었고 미노아스 문명과 대등한 문화와 문명 수준을 갖게 되었다. BC2000년경부터 BC1450년까지 미노아스의 영향을 받았고 이후로 BC1100년까지는 미키네스의 영향을, 그 이후부터는 도리아인들 영향을 받았다.
기원전 5세기의 펠로폰네소스 전쟁에서 밀로스는 스파르타와 아테네 사이에서 비교적 중립을 유지하다가 아테네의 침공에 함락된다. 아테네는 밀로스의 모든 성인 남성을 처형하고 남은 사람들을 노예로 삼고 아테네인들을 정착시켜 식민지화했다. 이후 BC405년에 아테나가 스파르타와의 전쟁에서 패배한 이후 스파르타는 살아남은 밀로스인들을 섬으로 송환시키고 아테네 출신 정착자들을 추방했다. 이후로 밀로스는 스파르타에 합병되었다.Θουκυδίδης, 투퀴디데스 (2011년6월30일).  천병희, 편집. 《펠로폰네소스 전쟁사》. 숲. 

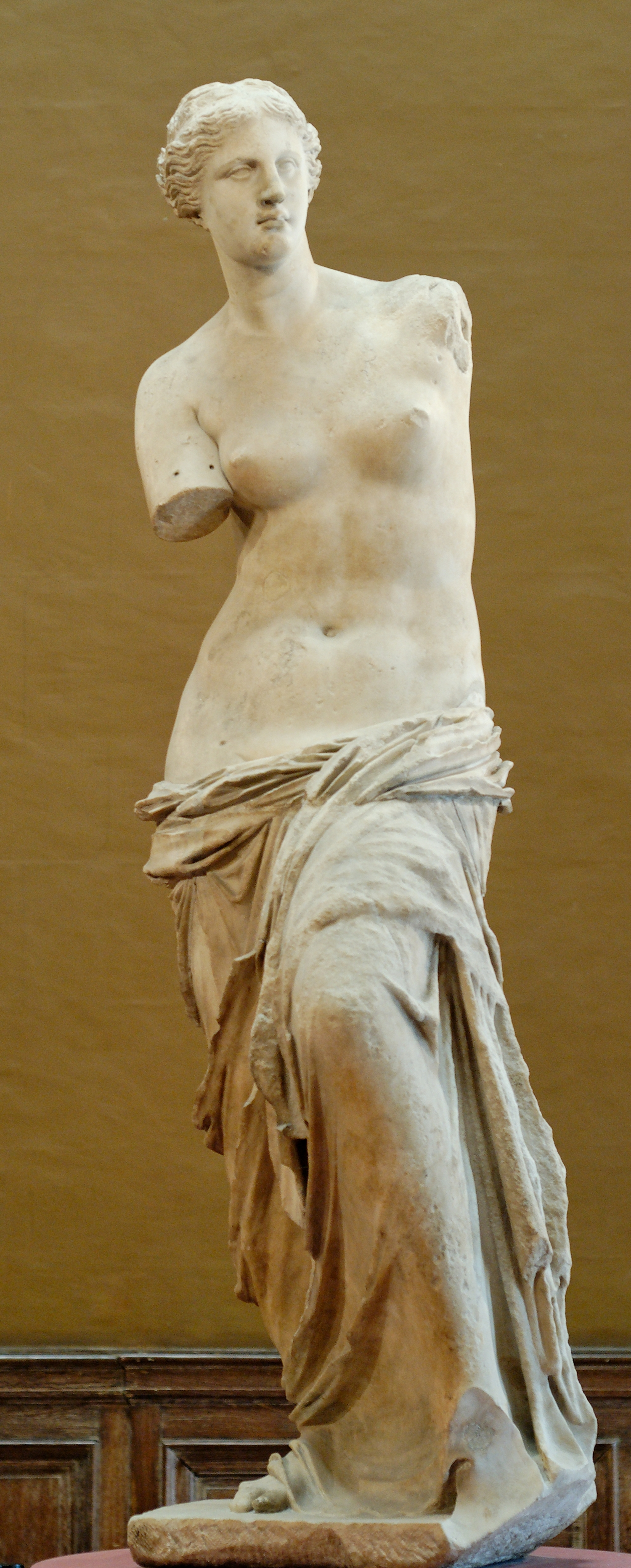
밀로의 비너스

## 기후
| Milos의 기후             | Milos의 기후 | Milos의 기후 | Milos의 기후 | Milos의 기후 | Milos의 기후 | Milos의 기후 | Milos의 기후 | Milos의 기후 | Milos의 기후 | Milos의 기후 | Milos의 기후 | Milos의 기후 | Milos의 기후  |
| 월                       | 1월          | 2월          | 3월          | 4월          | 5월          | 6월          | 7월          | 8월          | 9월          | 10월         | 11월         | 12월         | 연간          |
| ------------------------ | ------------ | ------------ | ------------ | ------------ | ------------ | ------------ | ------------ | ------------ | ------------ | ------------ | ------------ | ------------ | ------------- |
| 역대 최고 기온 °C (°F)   | 21.6 (70.9)  | 26.2 (79.2)  | 25.6 (78.1)  | 28.4 (83.1)  | 35.4 (95.7)  | 40.0 (104.0) | 41.0 (105.8) | 38.4 (101.1) | 36.3 (97.3)  | 32.0 (89.6)  | 27.8 (82.0)  | 23.4 (74.1)  | 41.0 (105.8)  |
| 일평균 최고 기온 °C (°F) | 12.9 (55.2)  | 13.2 (55.8)  | 14.8 (58.6)  | 18.4 (65.1)  | 22.8 (73.0)  | 27.1 (80.8)  | 28.1 (82.6)  | 27.6 (81.7)  | 25.2 (77.4)  | 21.3 (70.3)  | 18.0 (64.4)  | 14.6 (58.3)  | 20.3 (68.5)   |
| 일일 평균 기온 °C (°F)   | 10.5 (50.9)  | 10.7 (51.3)  | 12.1 (53.8)  | 15.2 (59.4)  | 19.3 (66.7)  | 23.5 (74.3)  | 25.0 (77.0)  | 24.6 (76.3)  | 22.3 (72.1)  | 18.5 (65.3)  | 15.3 (59.5)  | 12.3 (54.1)  | 17.4 (63.3)   |
| 일평균 최저 기온 °C (°F) | 8.5 (47.3)   | 8.5 (47.3)   | 9.6 (49.3)   | 12.4 (54.3)  | 15.9 (60.6)  | 19.8 (67.6)  | 21.8 (71.2)  | 21.6 (70.9)  | 19.6 (67.3)  | 16.1 (61.0)  | 13.1 (55.6)  | 10.3 (50.5)  | 14.8 (58.6)   |
| 역대 최저 기온 °C (°F)   | −2.0 (28.4)  | −2.0 (28.4)  | 0.0 (32.0)   | 5.4 (41.7)   | 8.0 (46.4)   | 10.0 (50.0)  | 14.0 (57.2)  | 14.2 (57.6)  | 11.6 (52.9)  | 8.0 (46.4)   | 2.8 (37.0)   | 0.0 (32.0)   | −2.0 (28.4)   |
| 평균 강수량 mm (인치)    | 74.7 (2.94)  | 50.6 (1.99)  | 47.2 (1.86)  | 20.5 (0.81)  | 13.1 (0.52)  | 3.3 (0.13)   | 0.3 (0.01)   | 1.4 (0.06)   | 5.8 (0.23)   | 42.9 (1.69)  | 60.7 (2.39)  | 90.3 (3.56)  | 410.8 (16.17) |
| 평균 강수일수 (≥ 1.0 mm) | 8.8          | 7.3          | 5.7          | 2.9          | 1.4          | 0.3          | 0.1          | 0.1          | 0.9          | 3.9          | 5.8          | 9.0          | 46.2          |
| 평균 상대 습도 (%)       | 73.3         | 72.5         | 72.0         | 67.0         | 63.5         | 58.8         | 60.1         | 63.4         | 66.8         | 71.3         | 73.9         | 73.7         | 68.0          |
| 출처: NOAA               |              |              |              |              |              |              |              |              |              |              |              |              |               |

## 같이 보기
- 에게해 제도